# Сакс — Гамбетта (станция метро)
«Сакс — Гамбетта́» (фр. Saxe — Gambetta) — пересадочный узел линий В и линий D Лионского метрополитена.

## Расположение
Станция находится на стыке 3-го и 7-го округов Лиона. Платформа станции линии B расположена под Авеню Жан Жорес (фр. avenue Jean Jaurès), а платформа станции линии D — под проспектом Гамбетта (фр. Cours Gambetta). Вход на станции производится с перекрёстка между авеню Жан Жорес, проспектом Гамбетта и авеню Марешал де Сакс (фр. Avenue Maréchal de Saxe).

## Особенности
Станция линии B открыта 14 сентября 1981 года в составе второй очереди линии B Лионского метрополитена от станции Гар Пар-Дьё — Вивье Мерль до станции Жан Масе. Станция линии D открыта 9 сентября 1991 года. Каждая из станций состоит из двух путей и двух боковых платформ. Пассажиропоток станций обеих линий составил в 2006 году 817 455 чел./мес.
Станция линии D находится почти вплотную к поверхности земли — её пришлось поднять, чтобы она могла пройти над путями линии B, построенной ранее. Под улицей Феликс Фор (фр. rue Félix Faure) находится соединяющая линии ветка. Станция была спроектирована архитекторами Рене Жембером (фр. René Gimbert) и Жаком Вержели (фр. Jacques Vergely) и украшена витражами и украшена подвешенной к потолку абстрактной скульптурой Жака Буже (фр. Jacques Bouget).

## Происхождение названия
Станция названа по двум смыкающимся в этом месте транспортным артериям: авеню Марешал де Сакс (фр. avenue du Maréchal de Saxe) и проспектом Гамбетта (фр. cours Gambetta). Первая из них названа в честь французского военачальника начала XVIII века маршала Франции Морица Саксонского (1696—1750). Вторая — в честь Лиона Гамбетты (1838—1882)— французского политического деятеля времён Третьей республики.

## Достопримечательности
- Авеню Марешал де Сакс[фр.]
- Проспект Гамбетта[фр.]

## Наземный транспорт
Со станции существует пересадка на следующие виды транспорта:

    — троллейбус

   — «главный» автобус